# ブラウス

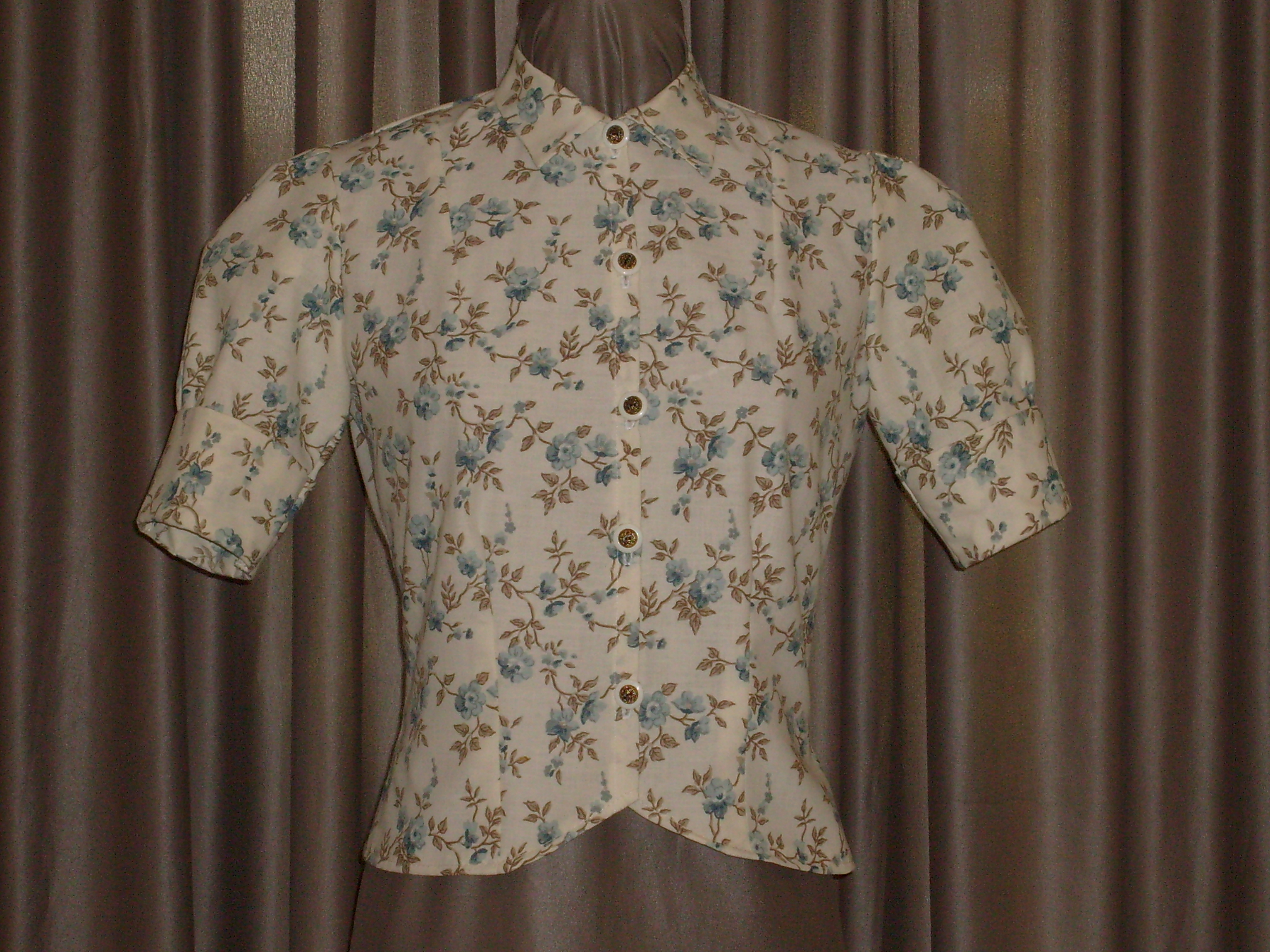
花柄のブラウス

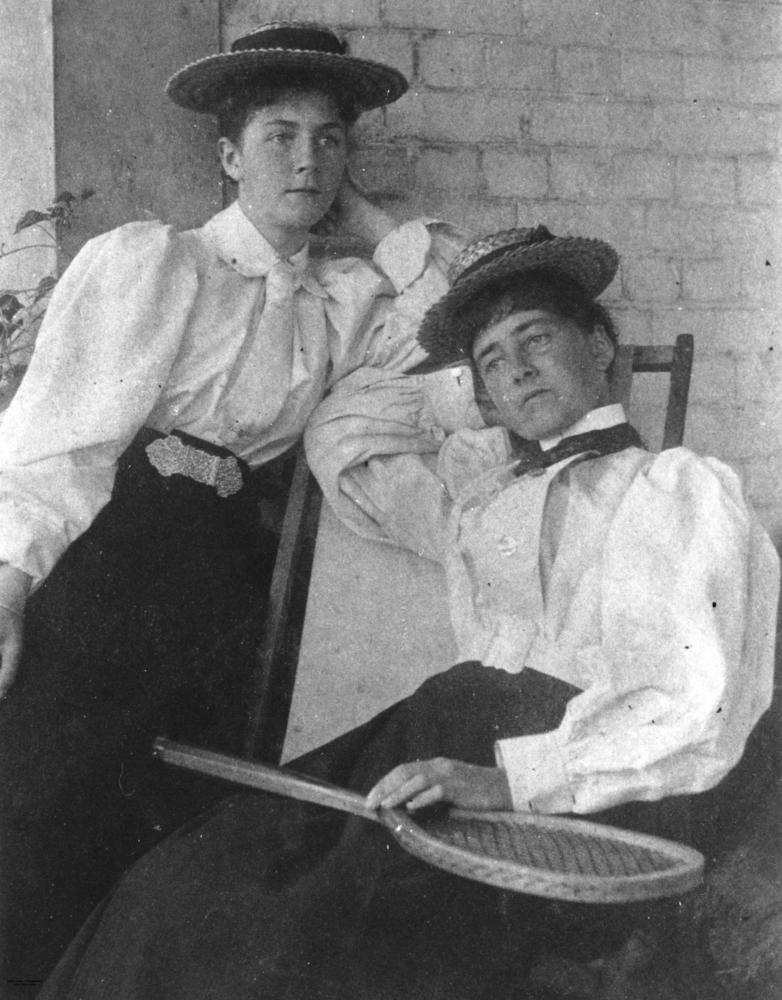
テニスのためにブラウスを着用した女性 (1890年-1900年頃)

ブラウス（英: blouse）は、肩から胴回り線、あるいは腰まわり線辺りまでの、主に女性・子供用胴衣類の総称。JIS L0215では「中衣又は外衣」とされている。欧米では、男性用の作業着や軍服の上衣もそう呼ばれている。

## 特徴
広義におけるシャツの一種。基本的には男性向けのワイシャツと同様の形状で、丈は腰のあたりまでのものが多い。素材は綿や絹、絹風の化繊が使われる。語源が「ゆったりした」という意味で、いわゆる「ワイシャツ」（綿65パーセント、ポリエステル35パーセントの混紡）に比べ柔らかい素材が多い。女性向けのためデザインは多岐にわたり、袖や襟の有無や形状にもバリエーションが多い。刺繍やビーズ、レース、フリルで女らしさを強調した装飾がされていることもある。
裾をスカートやズボンの中に入れた時にできる膨らみや、そうした着方を、「ブラウジング」と言う。
ボタンは、男性用のシャツと逆に取り付けられている（左手側にボタン、右手側にボタン穴。ちなみにブラウスに限らず、全ての女性向け衣類がこのように仕立てられている）。これには以下のような理由が唱えられている。
- 服屋が男性用と女性用のデザインに区別を付けることで、ブラウスの料金を吊り上げるため
- 身分の高い者、特に女性は衣服の着替えをメイドにさせていたため、他人が脱ぎ着させやすいようにボタンが逆になった
- 乳児に授乳させる際、右乳房をはだけやすくするため

## 歴史
ブラウスの起源については、1万年以上前の原始時代に着られていた衣類の中にブラウス型のものが発見されており、これを起源とする説もある。
ブラウスの語源となった服は、ロマネスク時代の衣料であるブリオー(Bliaud)である。ブリオーは、古代ローマ時代から普段着として着られたチュニカが上着へと発展したものと考えられる。上からかぶって着る衣類で、袖口が広く、ベルトを巻いて腰から下にひだを付けるように着用された。上流階級のブリオーは、ウールや絹で仕立てられ、袖口や襟元に贅沢な刺繍が施されていた。庶民もブリオーを着用したが、素材は粗いウールだった。男性のブリオーは丈は腰からひざ上の短めなものに対し、ズボンを穿く習慣のない女性のブリオーは裾が長かった。
19世紀の終わり頃に欧米の女性の間で、刺繍やレースの装飾が施されたハイネックで袖に膨らみを持たせたブラウスを、長めのスカートと組み合わせるのが流行した。当時、女性の社会進出という背景があり、テーラードスーツの下にブラウスを着るなど、活動的な2部式の衣服(ツーピース)が着られるようになった事も、女性の間でブラウスが広まった原因として挙げられる。この頃に、日本でもブラウスがシャツの発展型として次第に広まっていき、20世紀に入ると女性の代表的な衣類として定着して、季節を問わずに着られている。

## 構造
- スキッパー(開襟)
  - 襟が開いている。首元のボタンがレギュラーより少ない。
- レギュラー
  - 襟が閉じている、男性用のワイシャツに近い。

## 参考資料
- 田中千代『田中千代　服飾辞典』 新増補第2刷、同文書院、1982年3月。
- 今井和也『カタチの歴史：建築とファッションのただならぬ関係』新曜社、2003年。ISBN 4788508346。